# Niederösterreichischen-Cup 1919-1920
La Niederösterreichischen-Cup 1919-1920 è stata la 2ª edizione della coppa nazionale di calcio austriaca. Vide la vittoria del Rapid Vienna, che sconfisse in finale il Wiener Amateur. Per la prima volta le due grandi squadre della capitale si affrontano in finale di coppa.
Le partecipanti passarono dalle 16 della prima edizione a ben 43. Tuttavia una di esse, il Baden, si ritirò senza giocare.

## Risultati

### Turno preliminare
| Squadra 1          | Risultato | Squadra 2               |
| ------------------ | --------- | ----------------------- |
| Red Star Penzing   | 3 - 0     | Wiener Sportvereinigung |
| Hakoah Vienna      | 13 - 0    | Wiener Rasenspieler     |
| Germania Schwechat | 21 - 0    | Tulln                   |
| Donaustadt         | 2 - 1     | Viktoria 21             |
| Favorit            | ? - ?     | FavAC                   |
| Sturm 1907         | 4 - 0     | Wiener Bewegungsspieler |
| Slovan Vienna      | 4 - 5     | Vorwärts 06             |
| Wacker 10          | 0 - 3     | Helfort                 |
| Hermania           | ? - ?     | Wieden                  |
| Gersthof           | 2 - 4     | Sturm 1914              |
| Lyon               | 2 - 3     | Vienna Cricketer        |

### Primo turno
| Squadra 1          | Risultato | Squadra 2           |
| ------------------ | --------- | ------------------- |
| Rapid Vienna       | 5 - 1     | Admira Vienna       |
| Wacker             | 1 - 0     | Wiener AF           |
| Wiener Amateur     | 3 - 2     | Hertha Vienna       |
| Hakoah Vienna      | 5 - 3     | Simmering           |
| Wiener AC          | 8 - 0     | Vorwärts 06         |
| Wiener SC          | 3 - 1     | First Vienna        |
| Nußdorfer AC       | 1 - 0     | Wiener Sportfreunde |
| Floridsdorfer      | 5 - 0     | Sturm 1914          |
| Wieden             | 0 - 5     | Blue Stars          |
| Germania Schwechat | 5 - 2     | Artaria             |
| Red Star Penzing   | 5 - 3     | Libertas            |
| Helfort            | 2 - 3     | Sturm 1907          |
| St. Pölten         | ? - ?     | Mödling             |
| Vienna Cricketer   | n.g.      | Baden               |
| Donaustadt         | 5 - 1     | FavAC               |

### Ottavi di finale
| Squadra 1        | Risultato | Squadra 2          |
| ---------------- | --------- | ------------------ |
| Rapid Vienna     | 10 - 0    | Red Star Penzing   |
| Wiener Amateur   | 15 - 0    | Sankt Pölten       |
| Wiener SC        | 5 - 1     | Vorwärts 06        |
| Vienna Cricketer | 0 - 4     | Hakoah Vienna      |
| Rudolfshügel     | 3 - 0     | Germania Schwechat |
| Sturm 1907       | 3 - 0     | Donaustadt         |
| Floridsdorfer    | 4 - 0     | Blue Stars         |
| Nußdorfer        | 1 - 0     | Wacker             |

### Quarti di finale
| Squadra 1     | Risultato   | Squadra 2      |
| ------------- | ----------- | -------------- |
| Floridsdorfer | 2 - 2 (dts) | Wiener Amateur |
| Rudolfshügel  | 1 - 2       | Rapid Vienna   |
| Hakoah Vienna | 4 - 1 (dts) | Sturm 1907     |
| Nußdorfer     | 0 - 6       | Wiener SC      |

### Semifinali
| Squadra 1     | Risultato | Squadra 2      |
| ------------- | --------- | -------------- |
| Hakoah Vienna | 1 - 3     | Wiener Amateur |
| Rapid Vienna  | 1 - 0     | Wiener SC      |

### Finale
| Arbitro: | Retschury |

|                                                       |           |                          |
| Wondrak 8’ Bauer 25’ Uridil 30’ Kuthan 84’ Wieser 89’ | Marcatori | 32’ Trinkl 63’ K. Konrad |